# Tasse de voyageur
 (mars 2025).

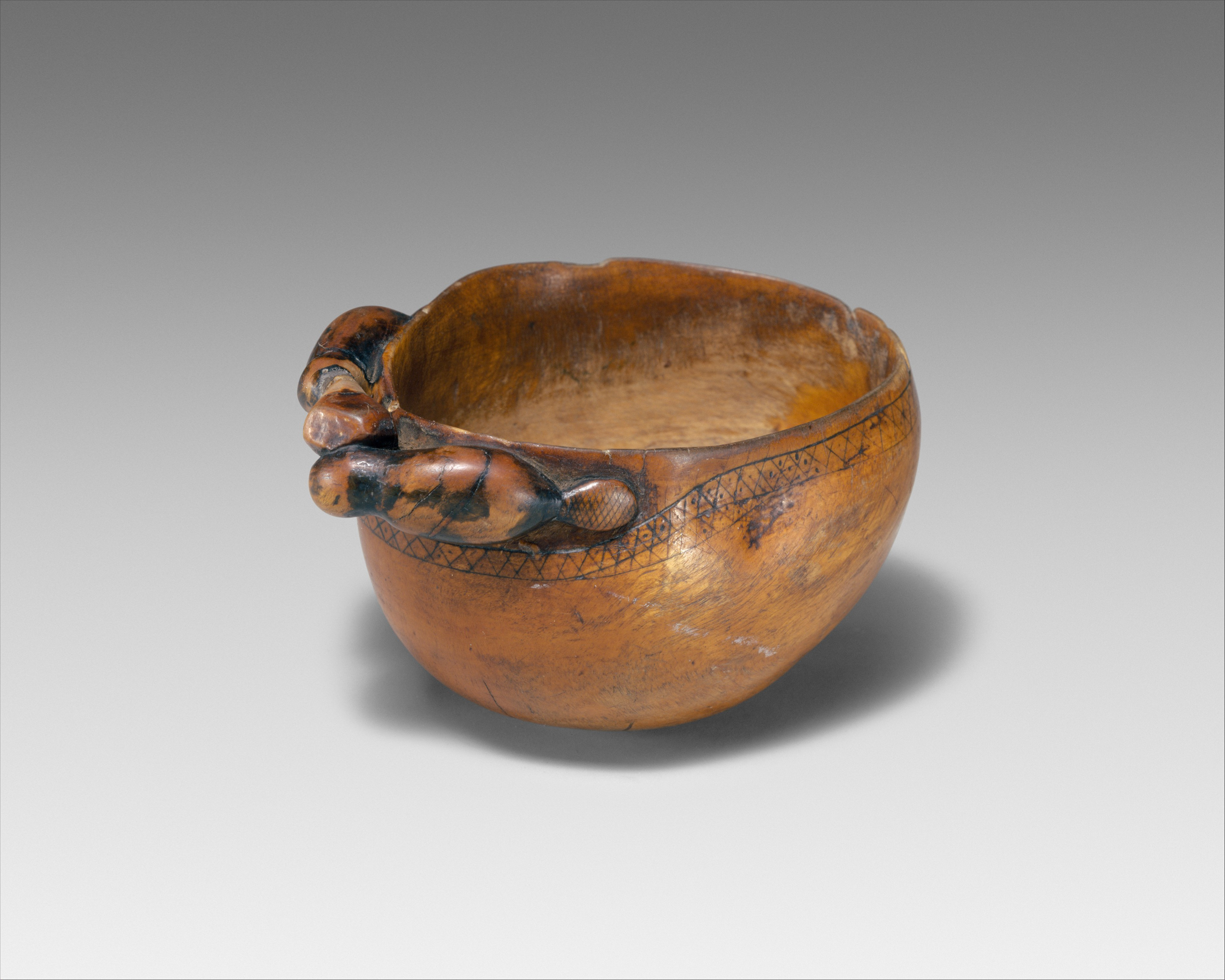
Une tasse de voyageur

La tasse de voyageur (aussi appelée tasse de canotier, tasse de forestier, tasse de rivière ou cup) est une tasse de bois sculptée dans une loupe d'arbre qui sert à s'abreuver directement dans un lac ou un cours d'eau. En anglais, on retrouve les appellations voyageur's cup, belt cup ou canoe cup. En atikamekw, on les nomme pikwakot orakan.

## Histoire
La fabrication de ces tasses de bois est une pratique issue des cultures autochtones d'Amérique du Nord qui a été adoptée par les voyageurs canadiens-français vers la fin du XVIIe siècle. La majorité des gobelets plus anciens qu'on retrouve dans des collections muséales sont de provenance inconnue ou soupçonnée (naskapis, hurons-wendats, passamaquoddys). Certains sont toutefois reconnus comme étant de provenance abénaquise.
L'objet pratique qui servait à s'abreuver directement dans un cours d'eau et qui pouvait être porté à la ceinture a été adopté par les coureurs des bois canadiens-français qui parcouraient de longues distances afin de faire la traite de fourrures,.
La pratique utilitaire possédait également un aspect créatif puisque chacun pouvait personnaliser sa tasse à sa façon. Au fil du temps, c'est ce côté artisanal qui a été conservé, les pratiquants de cette artisanat en faisant principalement un passe-temps.

## Fabrication
Les tasses sont fabriquées à partir de loupes d'arbres principalement du bouleau ou de l'érable,. Ces formations circulaires se trouvent sur les racines ou sur le tronc des arbres.
Différents couteaux et gouges peuvent être utilisés pour sculpter la tasse. On procède d'abord au retrait de l'écorce sur l'extérieur de la loupe pour ensuite creuser le récipient.
Plusieurs techniques peuvent être utilisées pour décorer les tasses comme la gravure en relief, la peinture, la pyrogravure, etc,. Certains sculpteurs donnent des formes animales ou des formes d'objets à leur tasse.
L'objet fini est ensuite laissé à sécher, sablé et peut être verni ou huilé. La tasse est souvent finalisée avec un cordon et un petit morceau de bois sculpté permettant de l'attacher à la ceinture,. Traditionnellement, le cordon était fait de peau de cerf ou d'orignal.

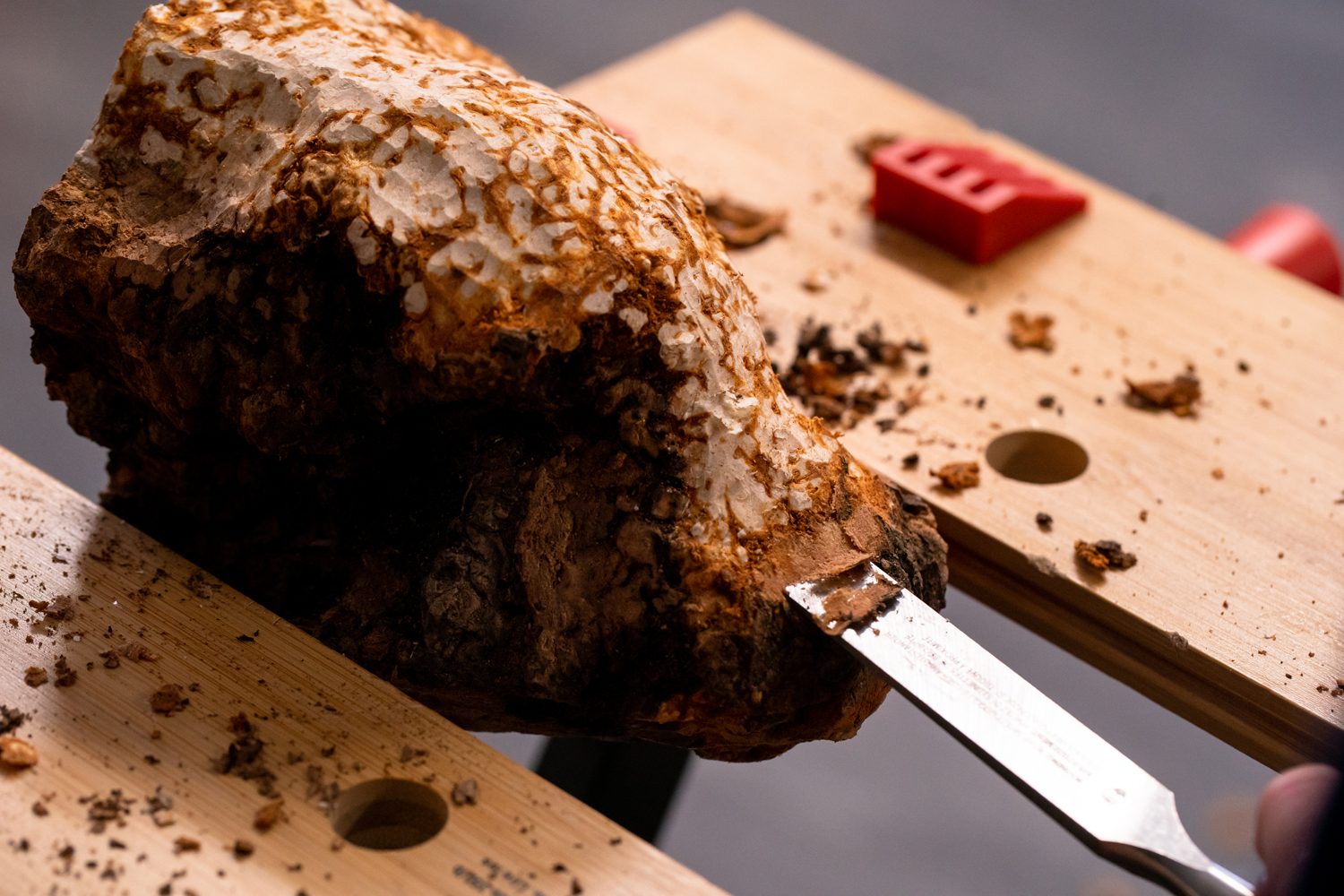
Écorçage de la loupe.
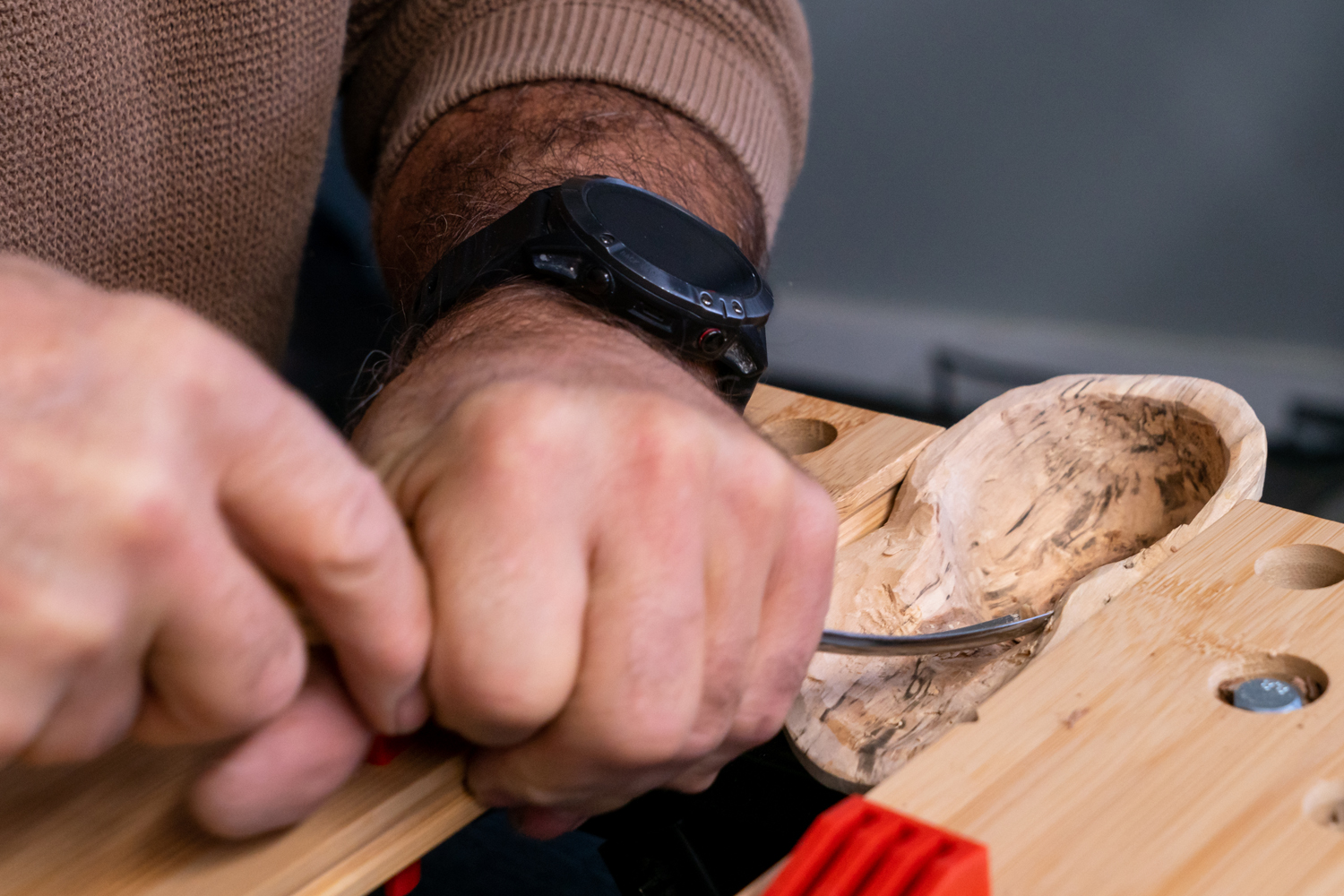
Évidage du récipient.
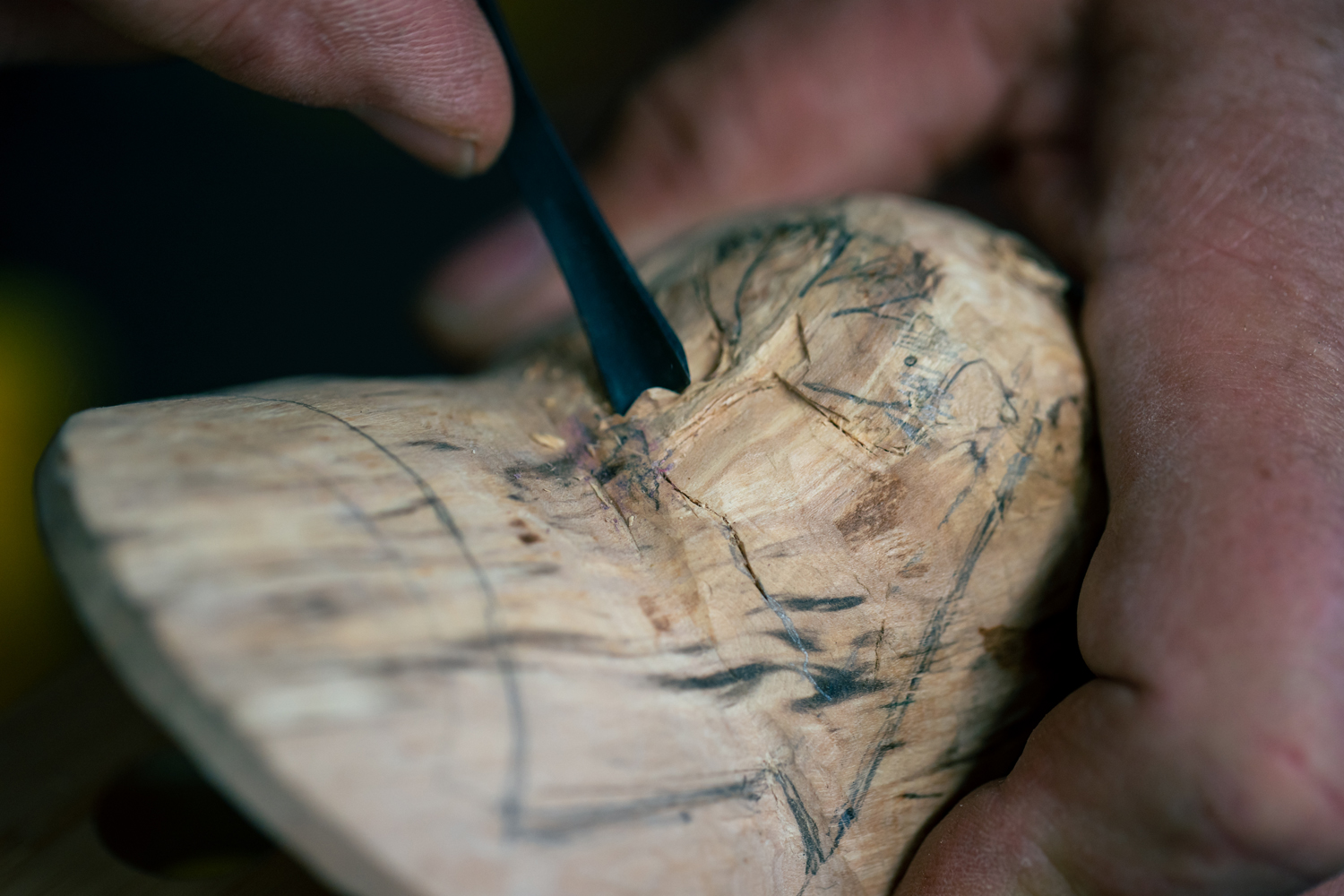
Sculpture de l'extérieur.
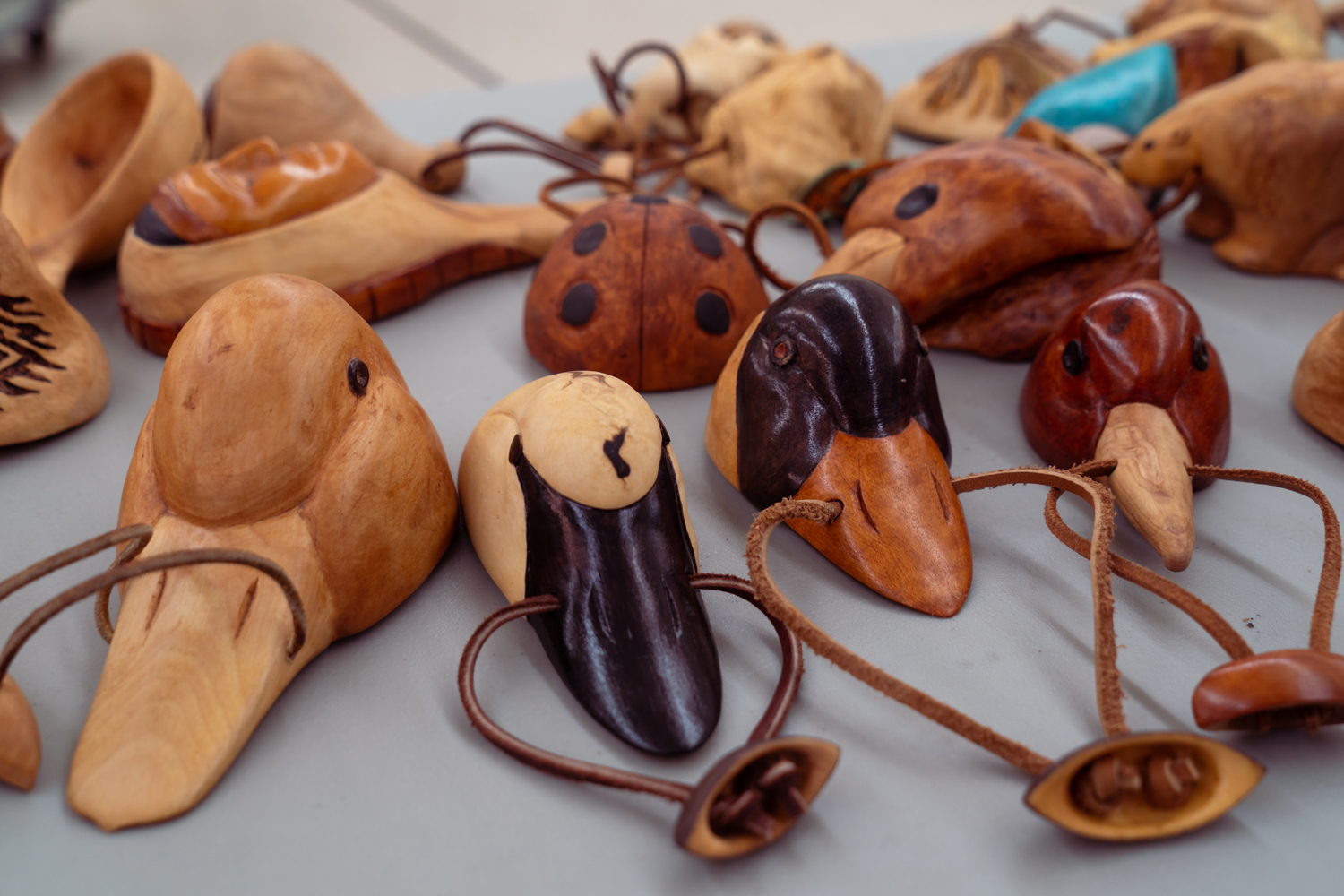
Exemples de tasses.

### Dans Lanaudière
Le « gossage de cups » est une pratique encore vivante et transmise dans la municipalité de Mandeville,. Cette tradition a été conservée principalement via la vente des cups à de riches américains qui possédaient le Mastigouche Fish and Game Club, un club de chasse et de pêche privé à Mandeville jusqu'au début des années 1970,,. En 2017, un projet de mise en valeur des savoir-faire de la MRC de D'Autray a permis de former des nouveaux porteurs de savoir et de revitaliser la pratique,.

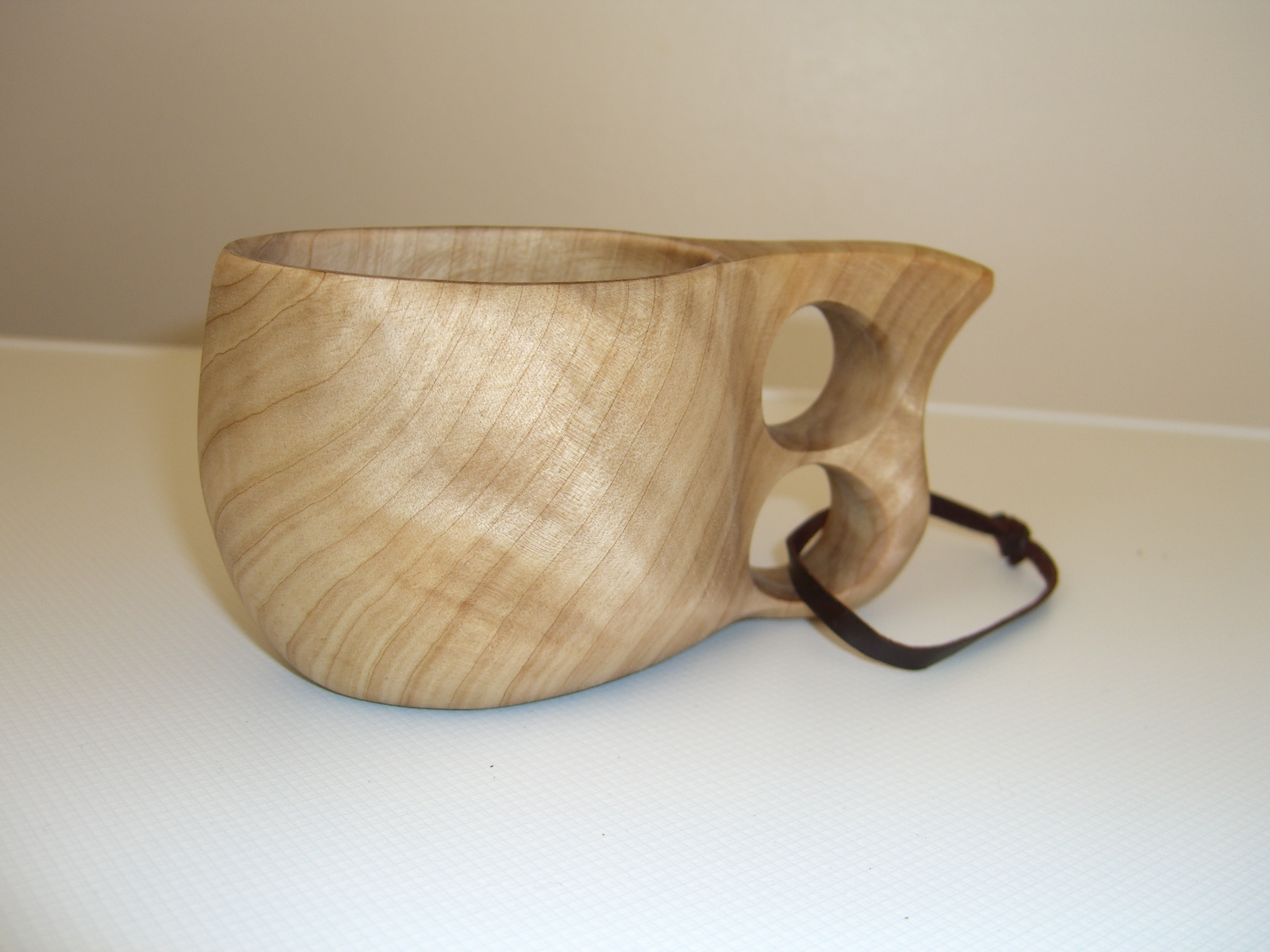
Une kuksa.

### Ailleurs dans le monde
Une pratique similaire existe en Scandinavie. La tasse qui en résulte se nomme la kuksa.

## Collections muséales
Plusieurs exemples de tasses de voyageur se retrouvent dans des collections muséales en Amérique du Nord.
- Musée des Abénakis[17]
- Musée canadien de l'histoire[18],[19]
- Musée de la civilisation[3]
- Musée McCord Stewart[7]
- Musée régional de Vaudreuil-Soulanges[20]
- Museum of the Fur Trade[21],[22]
- Seattle Art Museum[23]
- Metropolitan Museum of Art[6]